# Venancio Ramos
Venancio Ariel Ramos Villanueva (Pueblo Yacaré, hoy Bernabé Rivera, Artigas, 20 de junio de 1959) es un exfutbolista uruguayo que jugaba de delantero.

## Trayectoria
Su primer club fue Peñarol de Montevideo en 1977, con el que conquistó múltiples campeonatos uruguayos y, a nivel internacional, la Copa Libertadores y la Copa Intercontinental, siendo un gran asistidor para el goleador histórico  Fernando Morena.
En 1984, fue traspasado al Racing Club de Lens de la liga francesa donde permaneció por un par de temporadas. En 1987, volvió a Sudamérica, más precisamente a Argentina, donde jugó en Independiente. Retornó a su país en 1989 para jugar con los equipos de Racing, Nacional, Defensor Sporting y El Tanque Sisley.

## Selección nacional
Ha sido internacional con la selección de fútbol de Uruguay en 41 ocasiones, marcando un total de 5 goles.
Debutó el 24 de mayo de 1978 en un amistoso contra España con resultado 0-0. Durante muchos años, compartió la delantera de su selección con jugadores como Antonio Alzamendi, Enzo Francescoli ,Ruben Paz y Pablo Bengoechea. Representó a su país en la Copa del Mundo de 1986 con el dorsal número "19". También ganó la Copa América de 1983.

### Participaciones en Copas del Mundo
| Mundial                        | Sede   | Resultado        | Partidos | Goles |
| ------------------------------ | ------ | ---------------- | -------- | ----- |
| Copa Mundial de Fútbol de 1986 | México | Octavos de final | 4        | 0     |

### Participaciones en Copas América
| Copa América      | Sede            | Resultado      | Partidos | Goles |
| ----------------- | --------------- | -------------- | -------- | ----- |
| Copa América 1979 | América del Sur | Fase de grupos | 0        | 0     |
| Copa América 1983 | América del Sur | Campeón        | 4        | 0     |

## Clubes
| Club              | País      | Año       |
| ----------------- | --------- | --------- |
| Peñarol           | Uruguay   | 1977-1984 |
| Racing Lens       | Francia   | 1984-1986 |
| Independiente     | Argentina | 1987-1988 |
| Peñarol           | Uruguay   | 1988      |
| Racing            | Uruguay   | 1989-1990 |
| Nacional          | Uruguay   | 1990-1991 |
| Defensor Sporting | Uruguay   | 1992-1993 |
| El Tanque Sisley  | Uruguay   | 1994      |
| Bella Vista       | Uruguay   | 1994      |

## Palmarés

### Campeonatos nacionales
| Título              | Club    | País    | Año  |
| ------------------- | ------- | ------- | ---- |
| Campeonato Uruguayo | Peñarol | Uruguay | 1978 |
| Campeonato Uruguayo | Peñarol | Uruguay | 1979 |
| Campeonato Uruguayo | Peñarol | Uruguay | 1981 |
| Torneo Copa de Oro  | Peñarol | Uruguay | 1982 |
| Campeonato Uruguayo | Peñarol | Uruguay | 1982 |

### Torneos internacionales
| Título                   | Club               | País    | Año  |
| ------------------------ | ------------------ | ------- | ---- |
| Copa de Oro (No oficial) | Selección Uruguaya | Uruguay | 1980 |
| Copa Libertadores        | Peñarol            | Chile   | 1982 |
| Copa Intercontinental    | Peñarol            | Japón   | 1982 |
| Copa América             | Selección Uruguaya | Brasil  | 1983 |

### Fútbol playa
Luego de abandonar el fútbol profesional, se dedicó al fútbol playa en su país, jugando primero y dirigiendo después a la selección uruguaya. Como jugador tuvo una destacada actuación en la Copa Mundial de Fútbol Playa de 1997, siendo el goleador junto con un jugador brasileño y su selección obtuvo el vicecampeonato.
Ya como entrenador consiguió el segundo lugar en la edición de 2006 de la Copa Mundial de Fútbol Playa, el tercer lugar en la edición de 2007 de la Copa Mundial de Fútbol Playa y el cuarto lugar en la edición de 2009 de la Copa Mundial de Fútbol Playa.

#### Participaciones en Copas del Mundo
Como jugador
| Mundial                           | Sede   | Resultado  | Partidos | Goles |
| --------------------------------- | ------ | ---------- | -------- | ----- |
| Copa Mundial de Fútbol Playa 1997 | Brasil | Subcampeón | 5        | 11    |

Como director técnico
| Mundial                      | Sede                   | Resultado    |
| ---------------------------- | ---------------------- | ------------ |
| Mundial de Fútbol Playa 2006 | Brasil                 | Subcampeón   |
| Mundial de Fútbol Playa 2007 | Brasil                 | Tercer lugar |
| Mundial de Fútbol Playa 2009 | Emiratos Árabes Unidos | Cuarto lugar |